# Friedrich II. von Fürstenberg

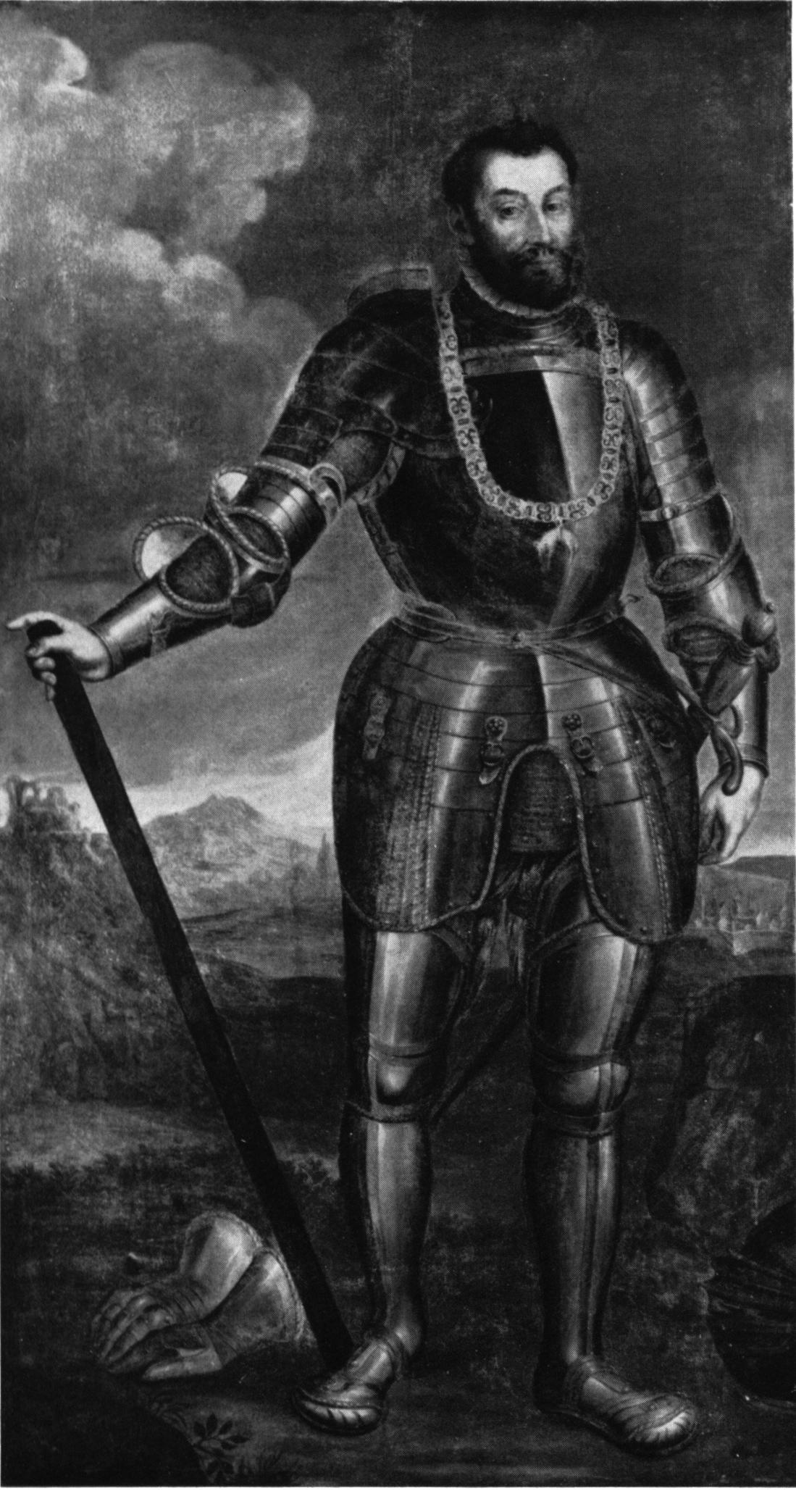
Friedrich II. von Fürstenberg (1496–1559) mit Orden vom Goldenen Vließ

Graf Friedrich II. von Fürstenberg (* 19. Juni 1496 in Wolfach; † 8. März 1559 begraben in Betenbrunn) war kaiserlicher Obersthofmeister und Kriegsmann.

## Herkunft
Seine Eltern waren Wolfgang von Fürstenberg (* 1. oder 3. April 1465; † 31. Dezember 1509) und dessen Ehefrau Elisabeth Gräfin von Solms-Braunfels (* 21. Oktober 1469; † 24. August 1540). Sein Bruder Wilhelm war ein bekannter Söldnerführer.

## Leben
Sein Vater war Hofmarschall des römisch-deutschen König Maximilian. 1505 wurde Friedrich als Gesellschafter der um vier bzw. sieben Jahre jüngeren Erzherzöge Karl und Ferdinand an den königlichen Hof nach Brabant geholt. 1506 schrieb sein Vater Wolfgang an seine Frau: Unser Friedrich lernt gut Wälsch und Latein, kann singen, tanzen, auf dem Clafacordy spielen, ist beliebt beim Erzherzog, geschickter, als ich mich zu ihm versehen hätte, und ohne Zweifel, fährt er fort wie angefangen, so wird ein großer Herr aus ihm werden. Die Ausbildung verhalf ihm nicht nur zu einer Weltgewandtheit, er wurde ein guter Redner und hatte gute Umgangsformen; damit unterschied er sich von schwäbischen Standesgenossen.
Auch Friedrich kämpfte zunächst für Karl. 1521 machte er einen Feldzug gegen die Champagne und Picardie. Während der Bauernkriege führten er und sein Bruder 3000 Landsknechte der Armee des Truchsess von Waldburg zu. Er kommandiert dort die österreichischen Söldner und wurde am 28. Februar 1525 bei dem gelungenen Überfall auf Dotternhausen verwundet. Die wütenden Bauern verwüsteten dafür die Schlösser und Dörfer der Fürstenbergs; noch 1539 wartete er auf die versprochene Entschädigung vom Kaiser.
1532 führte er 10.000 Landsknechte gegen die Türken. 1536 wirbt er für den Kaiser 400 Reiter für den Krieg gegen Frankreich, dafür wird er Hauptmann über etliche Tausend Fußknechte. 1541 zieht er gegen die Türken. Vom Kaiser wurde er 1546 in den Orden vom Goldenen Vließ (Nr. 196) aufgenommen. Im Schmalkaldischen Krieg kommandiert er die schwere Reiterei.
Er war auch Diplomat und war auf mehreren Reichstagen: 1541 in Regensburg, 1542 und 1544 in Speyer. Den Reichstag 1545 in Worms eröffnete er als kaiserlicher Kommissar.
Durch seine Heirat erhielt er die Grafschaft Werdenberg mit den Allodien Trochtelfingen und Jungnau. Er musst 1551 die Pfandschaft der Ortenau zurückgeben, konnte aber vom Herren von Bodmann die Stadt und Herrschaft Blumberg kaufen. Von Hans von Stad konnte er Möhringen mit Ippingen und Eßlingen erwerben. Als er 1559 starb, war er einer der reichsten und mächtigsten Grafen in Süddeutschland. Seine Besitzungen wurden allerdings unter seinen Erben wieder verteilt.
Ferdinand von Tirol erhielt die Rüstungen von Friedrich und seinem Bruder Wilhelm für seine Amraser Sammlung.

## Familie
Er heiratete 1516 die Gräfin Anna von Werdenberg-Heiligenberg (* ca. 1498; † 1554), Tochter von Christoph von Werdenberg-Heiligenberg und Eleonora Gonzaga. Das Paar hatte 16 Kinder.
- Christoph (1519–1532)
- Wolfgang (* 27. Oktober 1520; † 14. April 1544 in Cerisola)
- Egon (* 17. September 1522; † 5. März 1563), starb als Hauptmann bei der Belagerung von Metz
- Friedrich (1526–1526)
- Konrad (1532–1532)
- Christoph I. (* 24. August 1534; † 17. August 1559) ⚭ 1556 Gräfin Barbara von Montfort († 2. Dezember 1592) → Kinzigtaler-Linie
- Heinrich X. (* 19. September 1536; † 12. Oktober 1596) ⚭ 1560 Gräfin Amalia zu Solms-Lich (* 10. Dezember 1537; † 18. Juni 1593) -> Baarer Linie
- Joachim (* 25. Januar 1538; † 21. Oktober 1598), Graf von Fürstenberg-Heiligenberg ⚭ 1562 Gräfin Anna von Zimmern (* 27. Februar 1545; † 25. Februar 1602) → Heiligenberger Linie
- Elisabeth (* 29. September 1521; † 1570) ⚭ 1536 Freiherr Hans Marquard von Königsegg († 29. März 1553)
- Eleonore (* 11. Oktober 1523; † 23. Juni 1544) ⚭ 1538 Graf Philipp IV von Hanau-Lichtenberg (* 20. Oktober 1514; † 19. Februar 1590)
- Anna (* 14. Dezember 1524; † 11. November 1568) ⚭ 1543 Freiherr Johann Christoph von Falkenstein († 1559)
- Euphrosyne (* 14. Dezember 1525; † 1540), Nonne in Inzigkofen
- Johanna (* 12. Mai 1529; † 3. März 1589) ⚭ 1545 Freiherr Wilhelm Truchsess von Waldburg in Friedberg (* 6. März 1518; † 17. Januar 1566), Sohn von Wilhelm der Ältere von Waldburg-Trauchburg
- Barbara (* 1531; † ca. 2. Oktober 1601) ⚭ Graf Heinrich IV. von Montfort (* 1515; † 31. August 1561)
- Ursula († 14. Juni 1611) ⚭ 1564 Claudius II. von Neuenburg, Freiherr von Gorgier († 1590)
- Clara († 2. November 1546)